# Sågtjärnen (Fors socken, Jämtland)
Sågtjärnen är en sjö i Ragunda kommun i Jämtland och ingår i Indalsälvens huvudavrinningsområde.